# Blonde et dangereuse
Pour plus de détails, voir Fiche technique et Distribution.
Blonde et dangereuse (Major Movie Star) est un film américain réalisé par Steve Miner sorti en 2009. Il comprend en vedettes Jessica Simpson, Vivica A. Fox, Steve Guttenberg, Cheri Oteri et Kurt Fuller.

## Synopsis
Megan Valentine est la nouvelle égérie du cinéma américain. Tout semble aller pour le mieux pour elle : une carrière florissante et un petit ami célèbre, jusqu'au jour où tout s'écroule. En effet, son dernier film est un flop, son cousin qui n'est autre que son manager s'évade avec tout son argent et pour couronner le tout, elle découvre que son agent la trompe avec son petit-ami. Désespérée, elle prend sa voiture en pleine nuit et a un accident. Voulant alors demander de l'aide, elle marche jusqu'à la première ville qu'elle trouve, puis le lendemain, se réveille devant la porte d'un centre d'inscription pour l'armée. Elle décide alors de s'y engager.

## Fiche technique
- Titre original : Major Movie Star
- Titre français : Blonde et dangereuse
- Réalisation : Steve Miner
- Scénario : April Blair et Kelly Bowe
- Costumes : Halix Hexter
- Photographie : Patrick Cady
- Montage : Nathan Easterling
- Musique : Dennis Smith
- Production : Gerber Pictures et Papa Joe Films
- Société de production : Millennium Films
- Société de distribution : Metropolitan Films
- Pays de production :  États-Unis
- Langue : Anglais
- Genre : Comédie
- Format :  Technicolor, 2,35, couleurs, son Dolby
- Durée : 98 minutes
- Dates de sortie : 
  - États-Unis : 3 février 2009
  - France : 25 août 2009 (directement en DVD)
- Classification : États-Unis : Tous publics ; France : Tous publics

## Distribution
- Jessica Simpson (VF : Barbara Tissier) : Megan Valentine
- Vivica A. Fox (VF : Annie Milon) : Lieutenant Morley
- Steve Guttenberg : Sidney
- Aimee Garcia : Soldat Castillo
- Olesya Rulin (VF : Chantal Macé) : Soldat Petrovitch
- Keiko Agena : Soldat Hamamori
- Jill Jones : Soldat Johnson
- Ryan Sypek (VF : Yannick Blivet) : Sergent Evans
- Cheri Oteri : Soldat Jeter
- Gary Grubbs : Capitaine Greer
- Bryce Johnson : Derek O'Grady
- Florianna Tullio : Camille
- Katie Chonacas : Amber
- Andy Milonakis : Joe Kidd
- Jennifer Paige Finley : Dolores
- Harley Pasternak : Tony
- Michael Hitchcock : Nigel
- Kurt Fuller : Cousin Barry